# Louis Bromfield
Louis Bromfield, född 27 december 1896 i Mansfield, Ohio, död 18 mars 1956 i Columbus, Ohio, var en amerikansk författare.
Bromfield tjänstgjorde under första världskriget vid den amerikanska ambulansen i Frankrike 1917–1919. Som författare var han starkt påverkad av fransk berättarkonst. Bland hans romaner märks The green bay tree (1924), Possession (1925), Early autumn (1926), A good woman (1927), The strange case of miss Annie Spragg (1928, Den sällsamma historien om Annie Spragg), När regnet kom (1937).

## Svenska översättningar
- Den sällsamma historien om miss Annie Spragg (The strange case of Miss Annie Spragg) (översättning Tora Nordström-Bonnier, Bonnier, 1929)
- Tjugufyra timmar (översättning Tora Nordström-Bonnier, Bonnier, 1931)
- Tidig höst: en berättelse om en dam (Early autumn) (översättning Tora Nordström-Bonnier, Bonnier, 1932)
- En modern hjälte (A modern hero) (översättning Tora Nordström-Bonnier och Margareta Suber, Bonnier, 1933)
- I dag röd - i morgon död (Here to-day and gone to morrow) (okänd översättare, Bonnier, 1934)
- Så måste det gå (översättning Tora Nordström-Bonnier, Bonnier, 1937)
- När regnet kom: en roman från det moderna Indien (The rains came) (översättning Gösta Olzon, Bonnier, 1938)
- Beppos nattklubb (okänd översättare, Bonnier, 1940)
- Natt i Bombay (översättning Einar Thermænius, Bonnier, 1941)
- Floden stiger (Wild is the river) (översättning Einar Thermænius, Bonnier, 1942). Ny översättning av Elisabeth Frisk, B. Wahlström, 1971, med titeln Den vilda floden
- Tills dagen gryr (Until the day break) (översättning Einar Thermænius, Bonnier, 1943)
- Mrs Parkington (Mrs Parkington) (översättning Tora Nordström-Bonnier, Bonnier, 1944)
- Vad det blev av Anna Bolton (What became of Anna Bolton) (översättning Einar Thermænius, Bonnier, 1945)
- I dalen därhemma (Pleasant valley) (översättning Gösta Olzon, Bonnier, 1946)
- Colorado (Colorado) (översättning Lisbeth och Louis Renner, Bonnier, 1948). Ny översättning av John G. Hellberg, B. Wahlström, 1959
- Vildmarken (The wild country) (översättning Ingrid Påhlman, Bonnier, 1949)
- Malabar (Malabar farm) (översättning Alfhild Carlheim-Gyllenskiöld, Bonnier, 1950)
- Mr Smith (Mr. Smith) (översättning Lisbeth och Louis Renner, Bonnier, 1952)
- Mannen som ägde allt (The man who had everything) (översättning Ann Mari och Thorleif Hellbom, B. Wahlström, 1963)